# Истина о моме животу
Истина о моме животу је романсирана аутобиографија принцa Ђорђа Карађорђевића у издању београдске „Просвете”. Штампана је ћирилицом у љубљанском „Делу” 1969. године у формату 14 x 21 cm.
Друго издање објављено је 1988. године у Београду (импресум: Београд : Иванка Марковић—Сонтић, Владимир Васић, Перо Дрвеница; штампарија: Београд : „Слободан Јововић”; 494 стр, 32 стр. са фотографијама).
Роман је преведен и на словеначки језик (преводилац: Франчек Шафар) и објављен под насловом „Ресница о мојем живљењу” у два издања 1970. и 1979. године. Оба издања објавила је љубљанска Државна заложба Словеније, прво као књигу (447 стр. + 48 стр. с фотографијама, висина 21 cm), а друго у две џепне књиге (висина 18 cm, 256 стр. и 266 стр.), у библиотеци „Медзаложнишка збирка Жепна књига”. Књигу је штампало љубљанско „Дело”, а џепне књиге љубљанска „Младинска књига”.

### Беље
Кад говори о првом месту свог заточеништва, принц Ђорђе не спомиње ни Барању, ни Тиквеш, него само Беље, Ловачки дом, Ловачки дворац, бељски парк, бељске шуме, бељски затвор и бељску станицу (на којој је, улазећи споредним улазом на мало удаљени колосек, укрцан у вагон из дворског железничког парка, којим је пребачен у Топоницу).
Упоређујући своје тамновање на Бељу и у Топоници, принц пише:
| „ | Затвор у Топоници тежи је од бељског затвора. Истина, имам комфор, на који нису навикли остали затвореници. Удобно сам смештен, храна је добра, послуга су ми болничари и жандарми. У другом делу павиљона смештена је стража: један официр и шест жандарма. Стражари се смењују, увек су по двојица пред вратима моје собе. На свим прозорима су решетке. Овде ми је слобода више ускраћена. На Бељу сам имао огроман парк и могао сам да шетам у пратњи чувара по великом пространству пуним столетним дрвећем. Топоница има мању шуму, погдегде које дрво, усамљено и без много хлада. Двориште је скучено и осим сунца, које за топлих дана просто бије у прозоре, могу да видим још једино — небо. Нема много ни птица, и оне као да беже из ове атмосфере, у којој царује мртвило. | ” |